# Луций Нераций Юний Мацер
Луций Нераций Юний Мацер (на латински: Lucius Neratius Junius Macer; * 185 г.) е политик на Римската империя.
Произлиза от фамилията Нерации – Юнии. Женен е за Фулвия (* ок. 192 г.), дъщеря на Гай Фулвий Плавт Хортензиан (170 – 211) и Аврелия, дъщеря на Луций Аврелий Гал (консул 174 г.). Фулвия е племеничка на Фулвия Плавцила, от април 202 г. съпруга на наследника на трона Каракала, преди да стане римски император.
Луций Нераций Юний Мацер e консул (consularis vir in Saepinum).